# One Last Chance
One Last Chance – piąty singiel brytyjskiego wokalisty Jamesa Morrisona, pochodzący z jego debiutanckiego albumu Undiscovered. Utwór został napisany przez Jamesa Morrisona, Tima Kelleta i Kevina Andrewsa.